# كالة تشو
كالة تشو هي قرية في مقاطعة نائين، إيران. يقدر عدد سكانها بـ 18 نسمة بحسب إحصاء 2016.